# 곤바데 카부스 (탑)

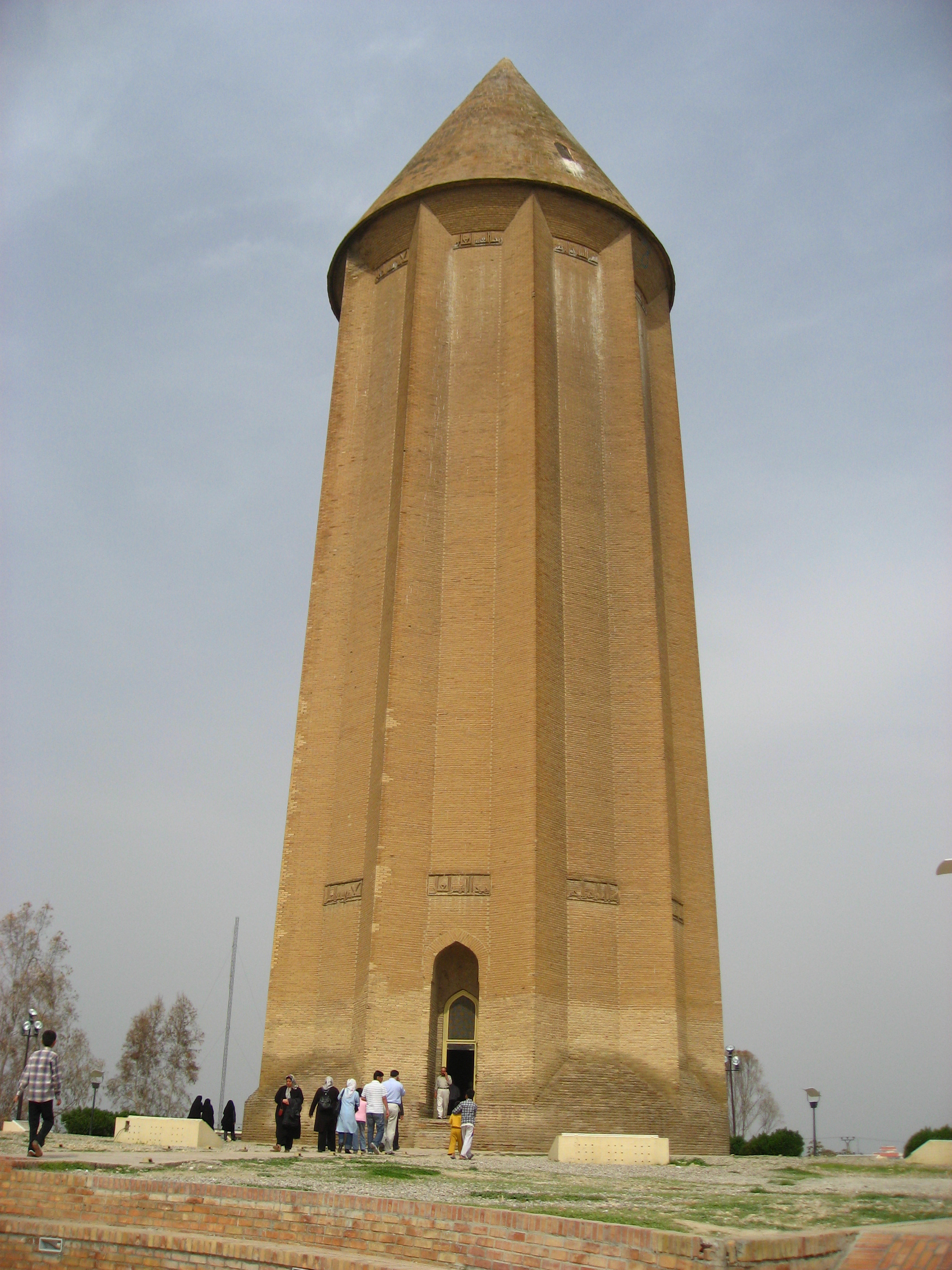
곤바데 카부스

곤바데 카부스(페르시아어: برج گنبد قابوس)는 이란 곤바데카부스에 있는 타워이다. 2012년 유네스코 세계유산에 등록되었다.